# Willy Moritz
Willy Moritz (* 10. Februar 1892 in Kunzendorf/Schlesien; † 10. November 1960 in Neumünster) war ein führender SPD-Abgeordneter im Volkstag der Freien Stadt Danzig. Nach 1945 war er Arbeitsgerichtsrat in Schleswig-Holstein.

## Beruf
Nach dem Besuch der Volksschule wurde Moritz 1906 Bürogehilfe. Von 1912 bis 1916 leistete er Militärdienst, aus dem er als Schwerbeschädigter entlassen wurde. Von 1920 bis 1923 war er Geschäftsführer beim Reichsbund der Kriegsbeschädigten, danach arbeitete er bis 1933 in der Hauptfürsorgestelle für Kriegsbeschädigte beim Arbeitsamt Danzig. Nach der Machtübernahme durch die Nationalsozialisten wurde Moritz aus politischen Gründen terrorisiert und innerhalb der Staatsverwaltung auf geringer bezahlte Stellen versetzt. Versuche, ihn aus dem öffentlichen Dienst zu entfernen, scheiterten vor dem Arbeitsgericht und durch Intervention des Völkerbundes. Neben seiner hauptamtlichen Tätigkeit war er nach eigenen Angaben von 1918 bis 1934 Beisitzer beim Versorgungsgericht, von 1925 bis 1934 Beisitzer beim Mieteinigungsamt und von 1930 bis 1933 Beisitzer beim Landesarbeitsgericht. Außerdem war er von 1929 bis 1933 Vorsitzender des Arbeitnehmerausschusses bei den staatlichen Verwaltungen Danzigs.
Nach dem Krieg und der Vertreibung aus Danzig war er zunächst für kurze Zeit von September 1945 bis Juni 1946 als so genannter Volksrichter Amtsgerichtsrat am Amtsgericht Neubukow/Mecklenburg, bevor er nach Schleswig-Holstein übersiedelte. Dort war er von 1946 bis 1955 als Arbeitsgerichtsrat Vorsitzender am Arbeitsgericht Neumünster und ab 1952 am Arbeitsgericht Kiel.

## Politische Tätigkeit
Moritz war von 1928 bis 1939 Abgeordneter des Danziger Volkstages und von 1929 bis 1930 auch ehrenamtliches Mitglied des Senates der Freien Stadt Danzig (Senat Sahm III). Im Zuge der zunehmenden Macht der Nationalsozialisten in Danzig nach 1933 – sie errangen nach von ihnen erzwungenen Neuwahlen im Mai 1933 die absolute Mehrheit im Volkstag und stellten unter Senatspräsident Hermann Rauschning die Regierung – wurde in verschiedener Weise Druck auf die demokratischen Parteien und ihre Angehörigen ausgeübt, so auch auf Moritz. Dieser Druck erhöhte sich nach der vorzeitigen Abdankung des Hohen Kommissars des Völkerbundes, Seán Lester, im Oktober 1936. Die SPD wurde verboten, nachdem bei einer Razzia angeblich Waffen gefunden worden waren. Im Juni 1937 wurde die Deutschnationale Volkspartei aufgelöst, im Oktober 1937 das Zentrum verboten und das Einparteiensystem in der Danziger Verfassung verankert. Die noch vorhandenen Oppositionsabgeordneten im Volkstag wurden bedrängt, sich der NSDAP-Fraktion anzuschließen. In Verhandlungen mit dem Präsidenten des Volkstages Edmund Beyl wegen der Auflösung der SPD-Fraktion konnte Moritz einige Zusicherungen für die Existenzsicherung einiger ehemals aktiver Sozialdemokraten erreichen. Die SPD-Fraktion löste sich daraufhin am 24. Januar 1938 auf. Eine Reihe von Abgeordneten gab ihre Mandate auf, andere gingen in die Emigration. Moritz trat unter Druck mit zwei weiteren SPD-Abgeordneten der NSDAP-Fraktion bei. Nach der Kapitulation gehörte er zu den Gründern des Komitees der Sozialdemokratischen Partei der ehemaligen Freien Stadt Danzig, das aber nur noch bei der erzwungenen Umsiedlung der Danziger helfen konnte.